# Edmond Keosajan
Edmond Keosajan (russisk: Эдмонд Гарегинович Кеосаян) (født 9. oktober 1936 i Gjumri, Armenske SSR i Sovjetunionen, død 21. april 1994 i Moskva i Rusland) var en sovjetisk filminstruktør.

## Filmografi
- Strjapukha (Стряпуха, 1965)[1][2]
- Neulovimyje mstiteli (Неуловимые мстители, 1966)
- Novyje prikljutjenija Neulovimykh (Новые приключения Неуловимых, 1968)
- Korona Rossijskoj imperii, ili Snova Neulovimyje (Корона Российской Империи, или Снова Неуловимые, 1971)
- Kogda nastupajet sentjabr (Когда наступает сентябрь, 1976)